# Bradenstoke Priory

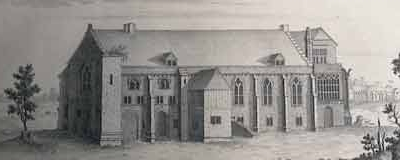
Bradenstoke Priory, Gravur von Samuel und Nathaniel Buck, spätes 18. Jahrhundert

Bradenstoke Priory war ein Priorat der Augustiner-Chorherren in Bradenstoke, Wiltshire, England. In den 1930er Jahren wurde es von William Randolph Hearst erworben, der einen Teil der Substanz für die Renovierung von St Donat’s Castle bei Llantwit Major, Wales, entfernte.

## Gründung und vier Jahrhunderte Existenz
Das Priorat wurde 1142 als Augustiner-Priorat gegründet und der Jungfrau Maria geweiht. Es lag auf einem hohen Kamm in der Nähe eines heiligen Brunnens, mit weiteren Quellen in der Nähe; Hinweise deuten auf Existenz einer Kapelle an diesem Brunnen bereits zur Zeit Heinrichs I. von England. Der Gründer, Walter FitzEdward de Salisbury, der Sohn Edward of Salisburys, High Sheriff of Wiltshire gab Land für ein Priorat als Tochterkloster von St. Mary’s Abbey, Cirencester. Nach dem Tod seiner Frau trat er selbst in das Kloster ein, wo er 1147 starb und neben dem Chor bestattet wurde. Seine Nachkommen, die Earl of Salisbury, blieben dem Priorat lange Jahre eng verbunden. 1190 wechselten dreizehn der Kanoniker nach Cartmel Priory, Lancashire, das kurz zuvor von William Marshal, 1. Earl of Pembroke gegründet worden war.
Während des größten Teils seiner frühen Geschichte genoss das Priorat auch königliche Unterstützung und erhielt zwischen 1173 und 1179 eine Urkunde von Heinrich II. von England; Richard I. von England gewährte dem Priorat auch seine Unterstützung, um sich vom Abt von Cirencester zu lösen und ein Priorat aus eigenem Recht zu werden, und König Johann von England, ein häufiger Besucher, intervenierte, um diese Abspaltung zu bestätigen. Diese Tradition setzte sich mit der Gewährung des königlichen Schutzes durch Heinrich III. von England fort, der das Priorat 1235 besuchte.

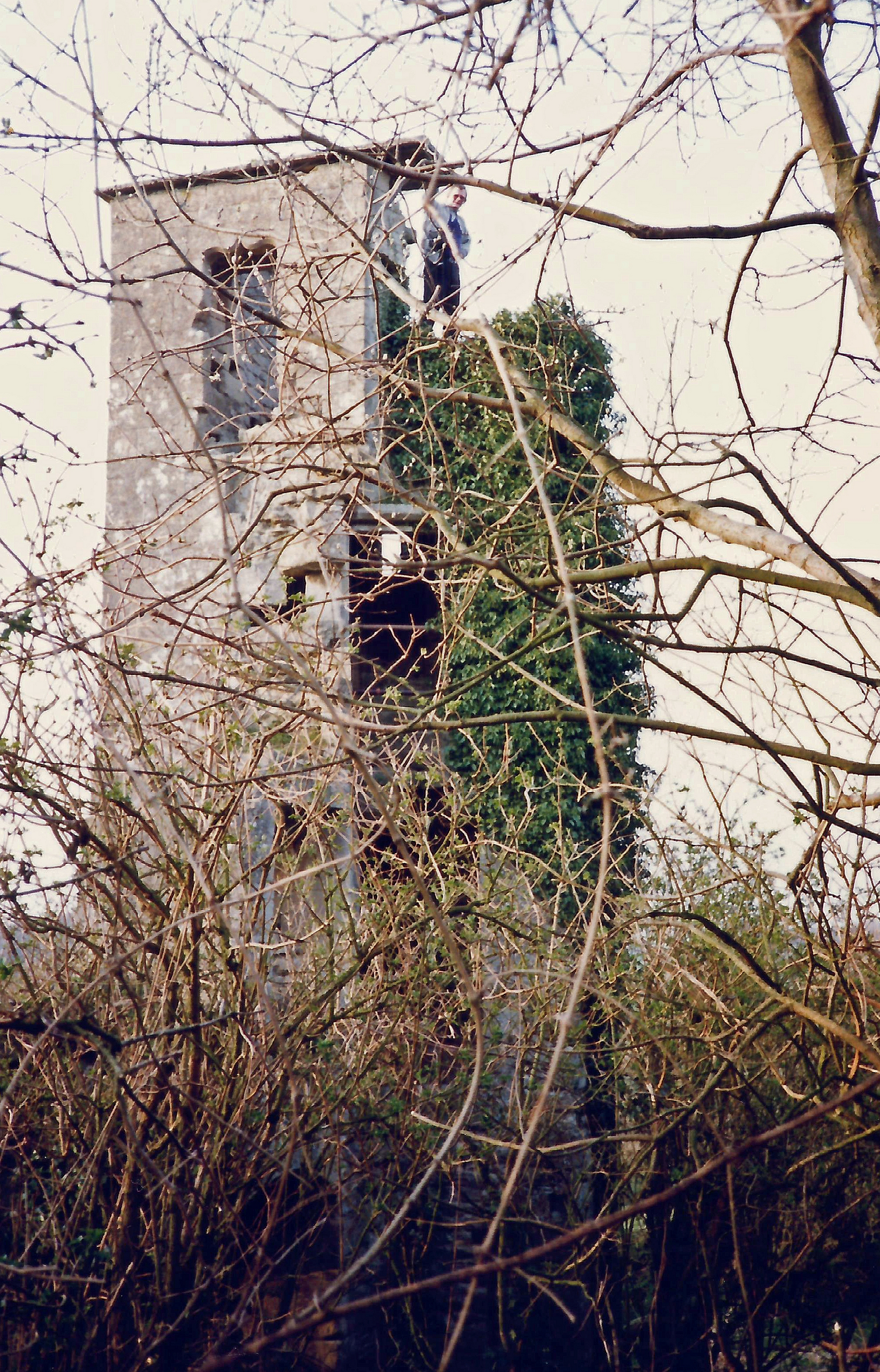
Der Turm

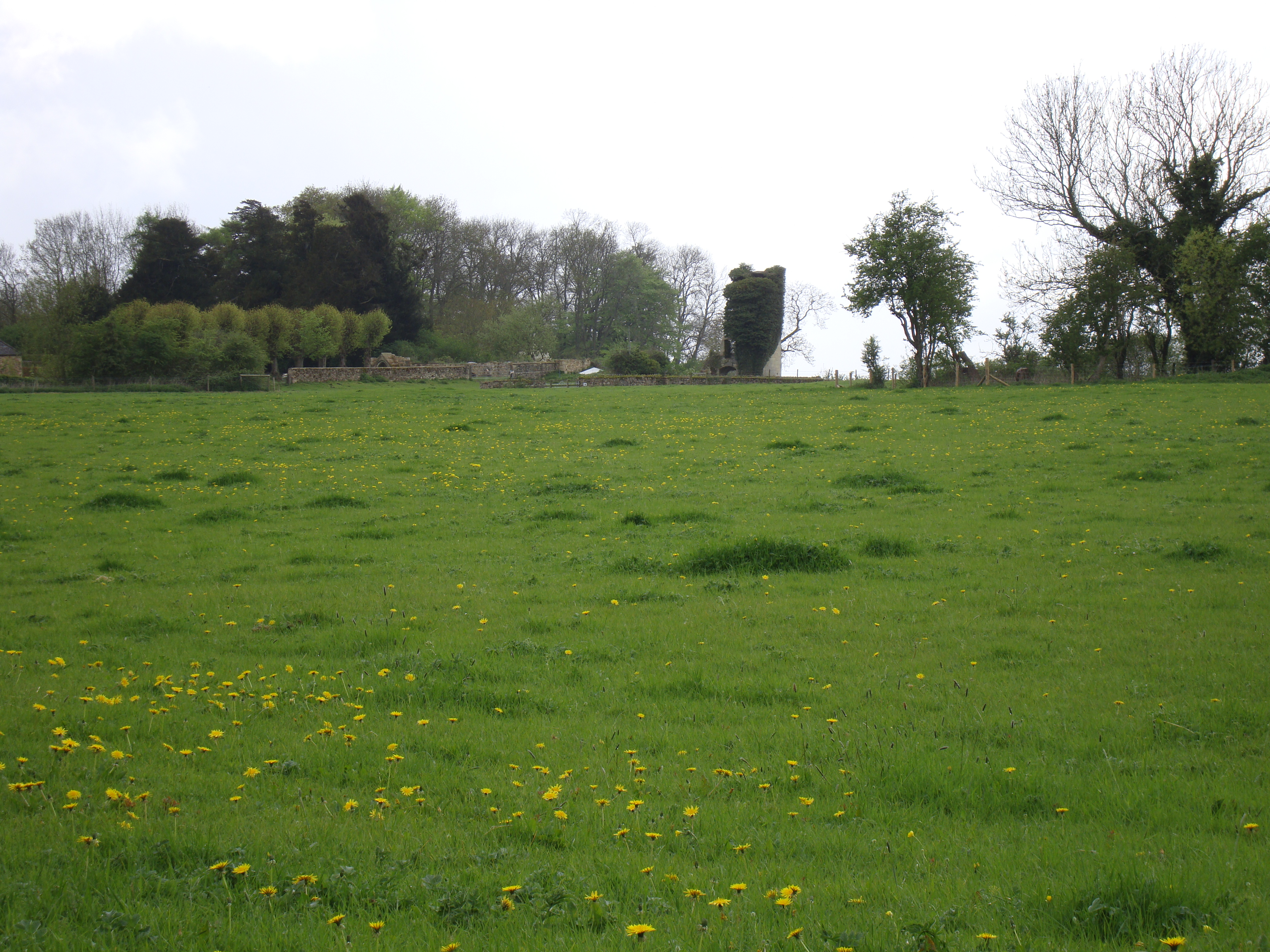
Bradenstoke Priory und seine Domäne

Im 14. Jahrhundert war Bradenstoke Priory reich geworden und hatte Grundbesitz in – neben Wiltshire – neun weiteren Grafschaften. In seinen letzten Jahren profitierte Bradenstoke Priory davon, dass sein Prior Thomas Wallashe im Haushalt von Kardinal Bainbridge, Erzbischof von York, lebte, und dadurch während dessen Zeit als Botschafter in Rom (1509–1514) vom Papst umfangreiche Privilegien erhielt.

## Die Auflösung
Zuerst schien es, dass das Priorat von Bradenstoke der Auflösung der englischen Klöster entkommen könne, und der letzte Prior William Snowe schrieb an Thomas Cromwell, um ihm für die Rettung des Klosters zu danken. Das Priorat wurde jedoch als katholische Einrichtung unterdrückt und am 17. Januar 1539 von Snowe und dreizehn Regularkanonikern aufgegeben. Zu dieser Zeit betrug sein Gesamteinkommen ungefähr 270 £ 10s 8d, mindestens 212 £ im Jahr 1535. Der Besitz ging an die Krone, dann an Richard Pexel (oder Pescall), dessen Erben verkauften ihn an die Familie Methuen in Corsham.
Prior Snowe erhielt am 24. April 1539 eine Pension von der Krone und wurde später zum Dekan von Bristol (1542–1551) ernannt.
John Aubrey (John Aubrey) beschrieb das Priorat als „Sehr gut gebaut, mit guten starken Rippen“, und einen Keller, der „der stattlichste in Wiltshire“ sei. Aber er fügte hinzu, „das die Fundamente dieser schönen Kirche jetzt, 1666, ausgegraben sind, wo ich mehrere freistehende Särge ... und mehrere Kapitelle und Sockel von schönen gotischen Säulen sah. Am westlichen Ende der Halle befanden sich die Unterkünfte des Königs, von denen man sagt, sie seien sehr edel und ungefähr von 1588 stammen.“

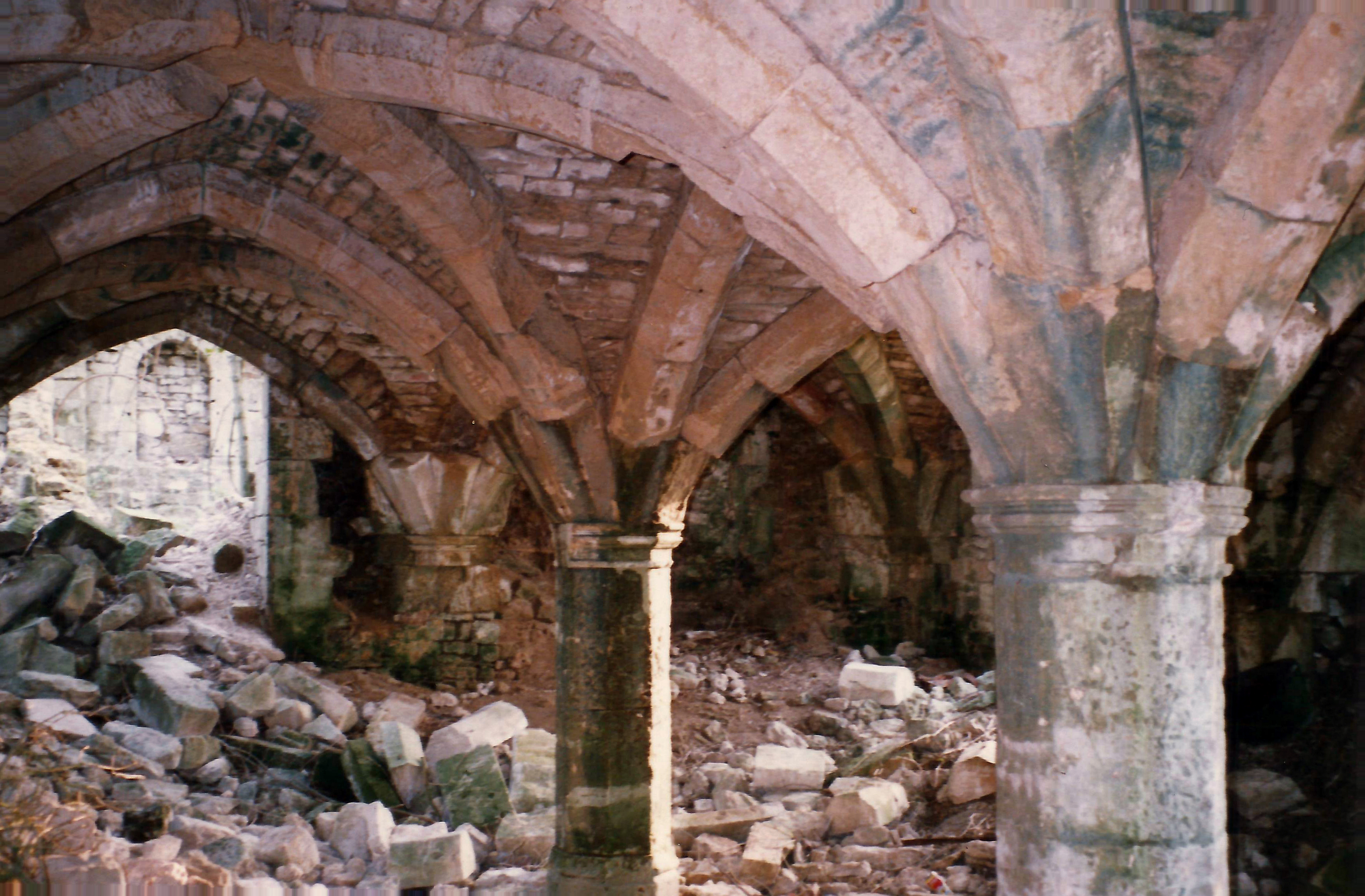
Das Untergeschoss

### Neuere Geschichte
1925 entdeckte William Randolph Hearst eine Anzeige für den Verkauf von St. Donat’s Castle in der Zeitschrift Country Life und wies seinen Agenten in England an, die Burg zu kaufen. Er erwarb auch das Gästehaus, das Haus des Priors und die große Zehntscheune von Bradenstoke Priory und ließ sie abtragen: einiges Material wurde zu einer Banketthalle, inklusive einem französischen Kamin und Fenstern aus dem 16. Jahrhundert; auch wurde eine Feuerstelle aus der Zeit um 1514 eingebaut sowie ein Dach von Bradenstoke Hall aus dem 14. Jahrhundert, obwohl diese Maßnahmen im Parlament zu einer Anfrage führten. Die Zerstörung des Priorat führte zu Widerstand seitens der Society for the Protection of Ancient Buildings einschließlich einer Plakatkampagne in der Londoner U-Bahn. Die Zehntenscheune wurde in Kisten verpackt und nach Hearst Castle, San Simeon, Kalifornien, geschickt und dann weiterverkauft, als Hearst das Interesse verlor. Die Kisten mit dem Dachholz der Scheune werden in einem Lagerhaus von Alex Madonna Construction in San Luis Obispo, Kalifornien, gelagert.
Alles, was im 21. Jahrhundert vom Priorat übrig geblieben ist, sind sein Turm und sein Untergeschoss, wobei letzteres vom English Heritage in seinem Programm 1996–1997 als gefährdet eingestuft wurde und Notreparaturen erforderlich seien. 2005 wurde angekündigt, dass das Department for Environment, Food and Rural Affairs ein Programm zur Erhaltung des Obstgartens und der Landschaft um die Überreste finanzieren wird.
Das Priorat ist der Öffentlichkeit nicht zugänglich.